# 덩굴식물

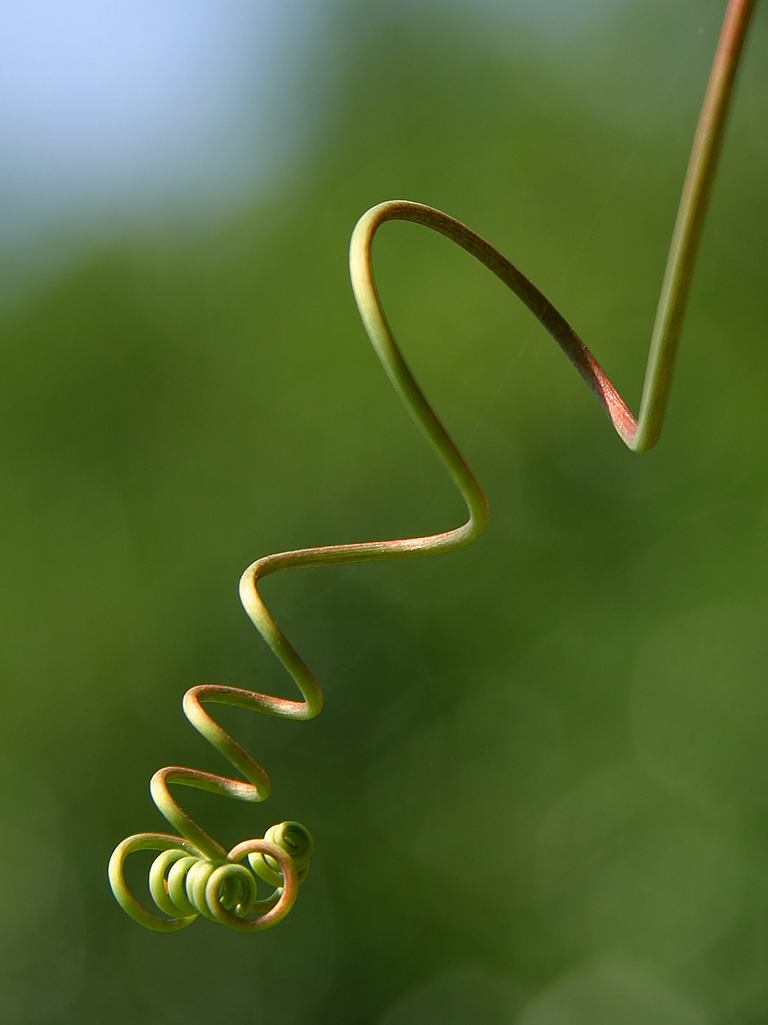
휘어있는 덩굴손

덩굴식물 또는 기어오름식물(영어:  climbing plant)은 땅바닥으로 벋거나 다른 것을 감아 오르는 줄기를 지닌 식물을 가리킨다. 더 좁은 의미는 포도속이다. 줄기 자체는 간단히 덩굴 또는 넝쿨이라고 부르며, 덩쿨은 덩굴의 잘못된 표현이다.

## 사진첩

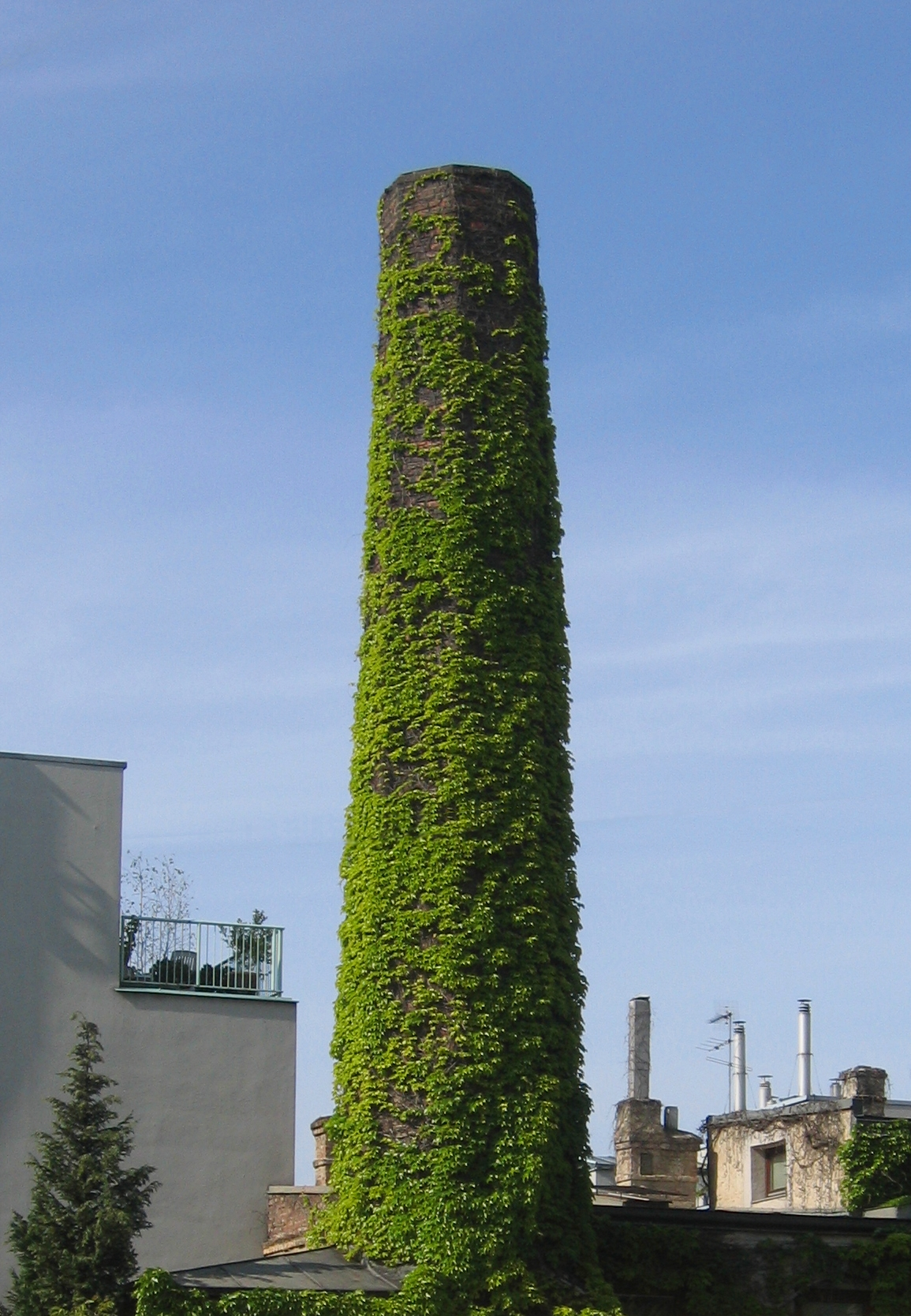
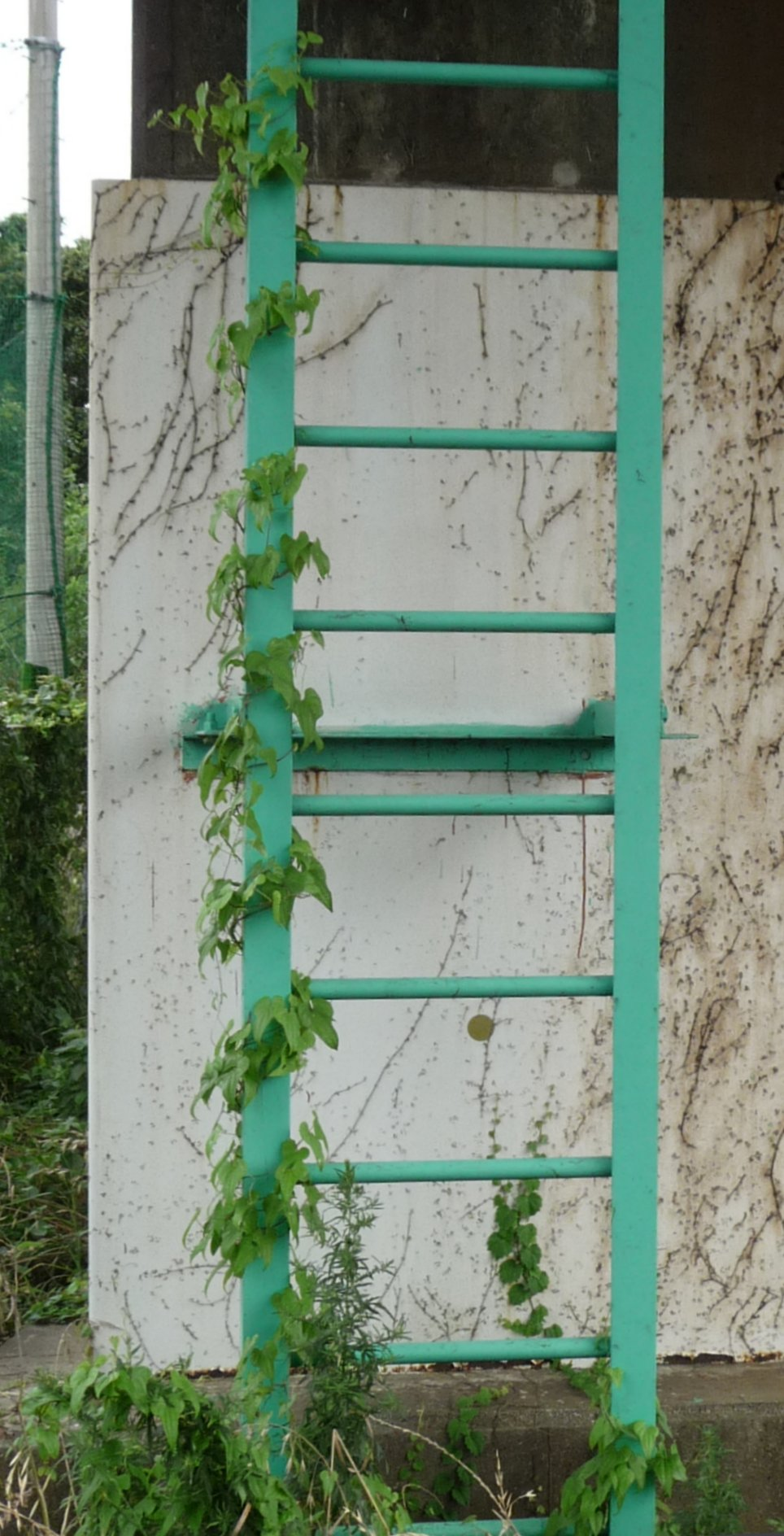
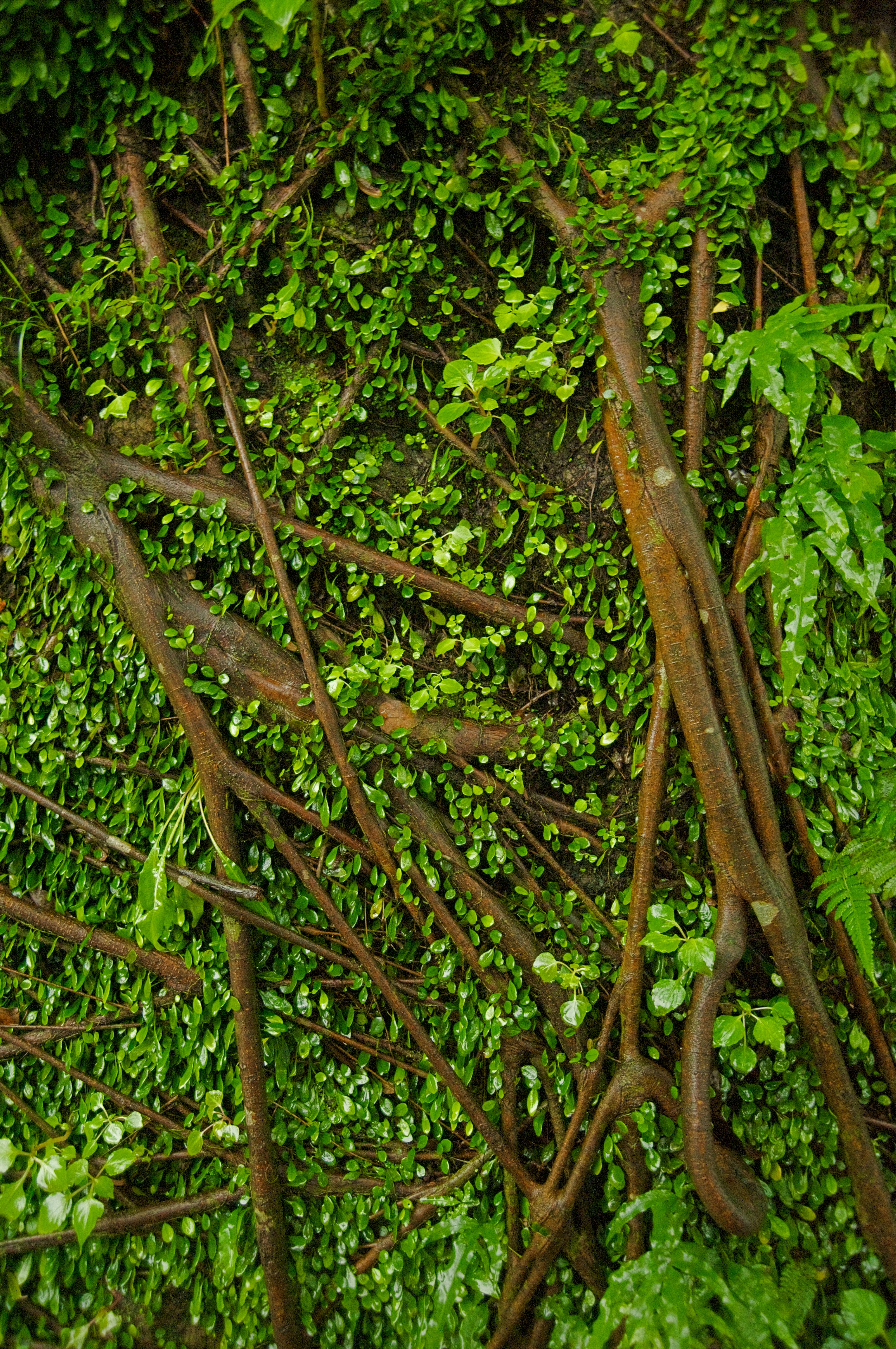
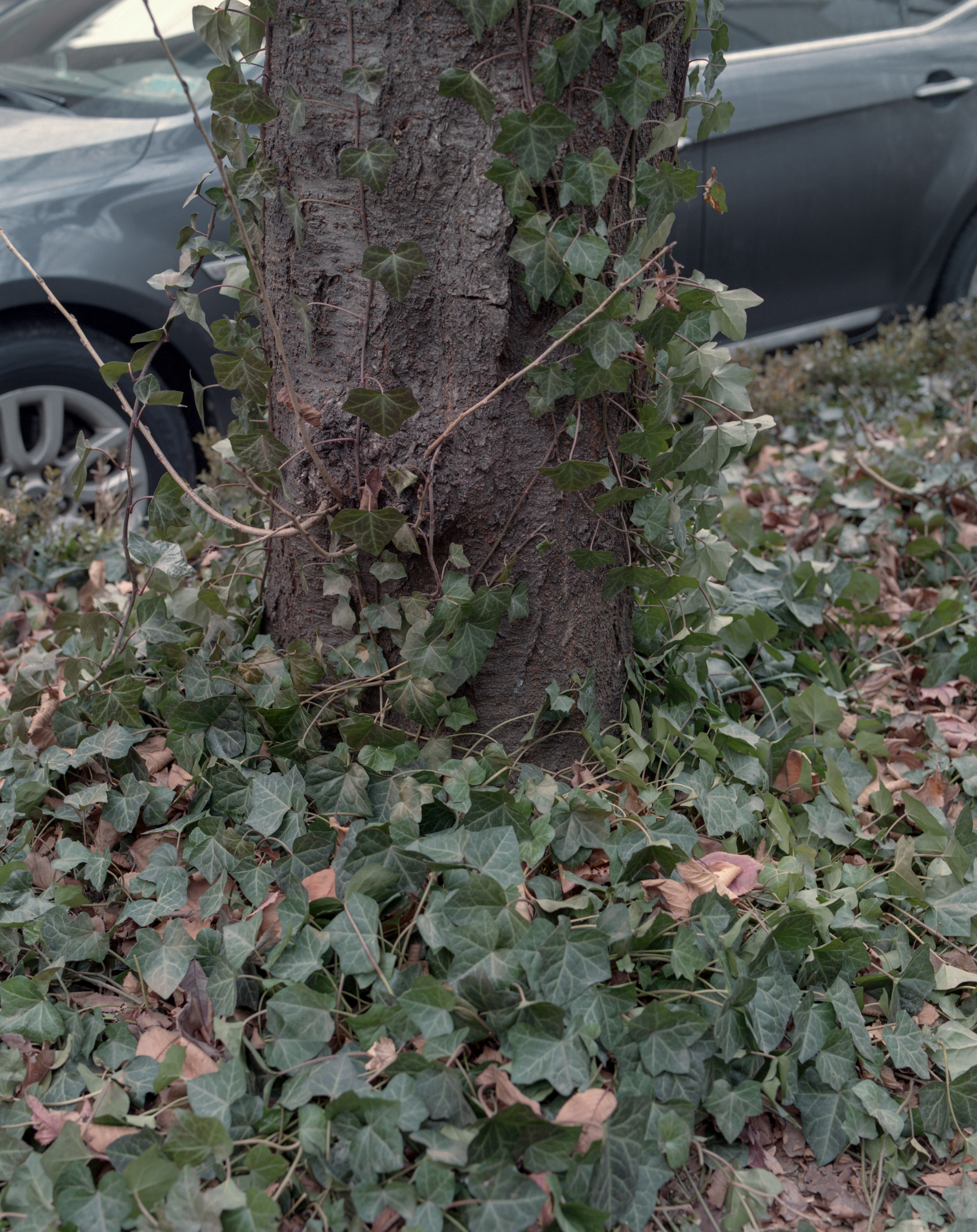

## 예
- 담쟁이덩굴
- 인동덩굴
- 포도
- 장미
- 오이
- 호박
- 핑크 재스민
- 콩

## 같이 보기
- 리아네